# Foldrøy
Foldrøy (eller Folderøy) är en tätort i Bømlo kommun i Vestland fylke i västra Norge. Orten ligger vid sidan av fylkesväg 542, på den östra delen av ön Bømlo.
Tidigare har orten tillhört dåvarande Finnås kommun, därefter dåvarande Mosters kommun i Hordaland fylke.